# 篠崎護
篠崎 護（しのざき まもる、1908年2月 - 1991年）は、戦前日本の報道記者・スパイ、日本軍占領下シンガポールの軍政幹部、戦後日本の実業家、著作家。

## 経歴

### 生い立ち
- 1908年2月、福岡県生まれ[2]。父は福岡の石炭鉱山主で、仕事で各地に転住したため篠崎は主に祖母に育てられた[2]。
- 当時禁止されていた社会主義運動団体に参加して京都の高等学校を退学になる[2]。
- 1年間浪人した後、明治大学に入学し、新聞学科で学ぶ[2][3]。

### 報道記者
- 1932年 大学を中退し、日本電報通信社に入社（のち同盟通信社）[4][5][6]。
- 1934年 上海に派遣され、後に南京、漢口に移る[2]。

### スパイ活動
- 1936年 日本に呼び戻され、外務省情報部嘱託としてベルリンに派遣される[6][7][8][9][10]。
- 1938年10月[11]、某ドイツ人女性との関係が問題視され[2][12]、シンガポールに転任になる[2][13]。シンガポールでは日本総領事館「嘱託」の報道記者として東方通信社に勤務し[14]、現地で創刊した英字紙『シンガポール・ヘラルド』に日本の同盟通信のニュースを提供しながら[15][16]、シンガポールの軍情調査や中国系住民社会に関する情報収集を行う[17]。
- 1940年9月21日、英軍の将校からシンガポールの防備に関する情報を聞き出そうとするなど、英国の利益を侵害する目的で外国勢力に有用な情報を収集したとして、公職守秘法（英語版）違反容疑で英海峡植民地警察特高科に逮捕され、同年12月に裁判で有罪が確定、1,000ドルの罰金と3年半の禁固刑を言い渡され、チャンギ刑務所に収監される（篠崎スパイ事件）[18][19][20]。

### 軍政幹部

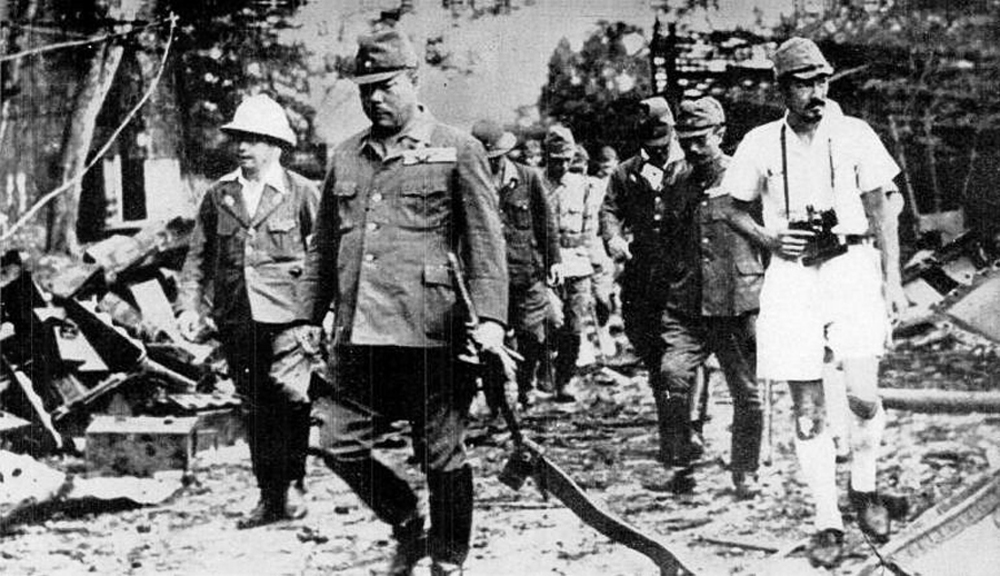
シンガポール陥落後、戦跡を視察する山下将軍（左から2人目）らと篠崎（右端）

#### 昭南警備隊司令部嘱託
- 1942年2月16日、日本軍のシンガポール占領（シンガポールの戦い）後、刑務所から解放される[22]。
- 篠崎のシンガポールに関する知識は、日本の占領軍に重宝され[22]、占領直後、シンガポール市内の粛清を担当した昭南警備隊司令部の「特別外事高等係」として同警備隊を支援[23]。林文慶博士ら中国系住民の有力者の誘引工作に関わり、華僑強制献金を推進した華僑協会の設立に関与した[24][25]。

#### 昭南特別市・教育科長
- 1942年3月 豊田薫とともに昭南特別市政庁に出向し、教育科長を務める[26][27]。
- 1942年6月11日 一時帰国[28]。

#### 昭南特別市・厚生科長
- 1942年8月初旬、シンガポールに戻り、厚生科長に就任[29]。終戦まで、他科に属さない失業救済問題、ローンの提供、市民の福祉、社会福祉や宗教団体に関する業務や催事の実行など、市民生活に関する雑多な業務を担当した[30]。

#### 英軍通訳
- 1945年8月の日本軍降伏後、英軍の通訳となり、本国に送還される日本人民間人や軍人の通訳として活動[26][3]。
- 1947年 シンガポール華僑粛清事件の戦犯裁判に、検察側証人として出廷し、証言[31][32]。
- 1948年 日本に帰国[3]。

### 戦後
- 日本に帰国後、貿易会社を経営したが失敗を重ね、シンガポール、濠州、欧米を転々、1976年当時シンガポール在住[3]。
- 1976年当時、（社）日本シンガポール協会・（財）海外農業開発財団顧問[3]、国際協力（株）顧問[5]。
- 1991年に死去[33]

## 人物・評価

### 日本のシンドラー
「抗日活動に関わっていない」とする証明書を大量に発行することにより、日本軍の憲兵隊による監視を逃れ命を救われた人々が多数存在することから、「日本のシンドラー」と呼ばれる。

### 華僑の保護
篠崎は、1947年に行われたシンガポール華僑粛清事件の裁判に検察側証人として出廷した際に、日本軍のシンガポール占領直後に昭南警備隊によって行われた同事件に際し、日本軍による住民の大量虐殺があったことを認める一方で、自身が同警備隊の河村参郎司令官から良民保護の依頼を受け、これに従って保護証数万枚を不特定多数の市民に配り、また警備隊の分隊長と交渉して、同警備隊に殺害されそうになった華僑数千人の人名を救った、と証言して河村に対する情状酌量を求め、自著の中でも同趣旨の叙述をしている。また、河村の遺著にも篠崎が河村と横田大佐のために人格証言をしたことが記されている。
また篠崎は自著の中で、華僑協会は華僑の助命を促すために自身が設立した団体で、同協会は華僑強制献金を推進した団体と思われているが当初は性格が異なり、自身は強制献金には関与していなかった、としているが、原 (1987, pp. 90–93)は、華僑協会はシンガポールでの設立以前にマレー半島の他の都市でも設立されており、また篠崎の著書では協会が強制献金を推進した時期が歪曲されていて、篠崎が協会に関与していた協会の設立当初から協会は強制献金を推進していたとして、篠崎を批判している。

### スパイの大物
篠崎のスパイ事件は戦前のシンガポールを震撼させ、篠崎が戦前日本のスパイで、日本の占領期間中に軍政幹部となった人物であることは当時のシンガポールではよく知られていた。占領期間当時の篠崎の人物について、住民と接する際の物腰は柔らかく、また交際範囲も広く、誰にでも信頼感を抱かせることのできる「専門家」だったとの評がある。
1940年のスパイ事件の際に篠崎を逮捕した当時の海峡植民地警察アラン・ブレード特高科長は、事件の30年後の所感として、日本軍占領時期に篠崎はシンガポールの地域共同体を助けるために「大変純粋に努力した」と認めることができるように感じていたが、また篠崎の戦前のスパイ活動は重大事件だったと確信し続けてもいた。

### エピソード
- 日本軍占領初期に英字紙『昭南タイムス』の編集長をしていた井伏鱒二は、戦前から篠崎と面識のあった同紙の記者たちは、戦前の篠崎は酒場などで顔を合わせるとにこにこしてビールを注ぎ、酒場から出るときには肩を組んでくれたが、昭南特別市政庁幹部となってからは、市の布告を新聞社へ持ち込むときに会っても硬い表情をして通り過ぎると話していた、としている[40]。
- コーナー (1982, p. 101-103)によると、1942年4月頃、コーナーが昭南博物館の館長となった田中舘秀三の下で（敵性外国人として収容所に送られることなく）博物館の管理にあたっていたところ、田中館の私設秘書・家政婦として働いていた中立国・スイスのアルベンツ領事夫人の密告を受けて篠崎がコーナーを逮捕しに来たことがあり、日本軍の占領期間中に篠崎が博物館にやって来たのはその時だけだった[41]。
- スマトラ出身で、マレー人厚生協会の委員をしていたM.ガウスは、1943年の中頃の某日、昭南特別市の厚生課長として民族別の厚生協会を監督していた篠崎に呼び出されてマレー人厚生協会の他の委員も出席した会合に出席してみると、それはガウスを批判するために開かれた会合で、席上篠崎から「ガウスのマレー文化とインドネシア文化が同源であるとの主張がマレー人社会に分裂を生じさせており、戦争継続中であるからマレー人社会の一致団結に協力するように」と怒気に満ちた口調で要請され、いわれのない非難を受けて当惑した、としている[42]。
- 篠崎 (1976, p. 101)によると、戦時中、華僑協会でエンダウへの中国系住民の「疎開」を提案したとき、「インテリ華僑」は篠崎のことを『孫大話、篠大話』（孫文の大ボラ、篠崎の大ボラ）と皮肉ったとされ、篠崎は仇名の出所を孫文と親交のあった 林文慶博士ではないか、としながら、「私は華僑の反応が愉快であった」と回想している。
- 篠崎は自著の中で、戦時中に連合国人や中国系住民に友好的に接したことを日本軍の某参謀から「利敵行為だ」と批判され、また戦後シンガポールに進駐した英軍保安隊に通訳として協力し、イギリス軍による戦犯裁判に検察側証人として出廷するなどしたことから、シンガポールに抑留されていた日本人から「英軍に寝返った」と疑いの目で見られたが、前者はあくまで人道主義に根差したもので、後者は英軍の戦犯調査班に引き渡す前に日本人の戦犯や軍政関係者を逃がすことが目的だった、としてこれを否定している[43]。
- 日本の占領期間中に昭南憲兵隊特別警察隊（特警隊）に所属していた中山三男と石部藤四郎は、戦後に行われたインタビューの中で、戦時中、第5師団第11連隊が行ったイロンロン（ジュルンドン）村の粛清工作について、同村に共産党ゲリラがいるとの情報がライ・テクから提供された、という話の出所が、戦後、特警隊の山口・下村両隊員が英軍保安隊の取り調べを受けて共産ゲリラ対策について詳しく自供した際に通訳をしていた篠崎であることについて、「（石部：）篠崎もまたいい加減な男じゃ。わしも何回もつきあいしてんねんじゃがね。あれもその場その場で、なかなかファジイな男なんだよ。そういうこともまた全面的に100パーセント信用できないと思う。（…）俺は、ライテクの情報によって、イロンロン村のあの情報が5師団の11連隊に伝わったとは、考えられんわ。（中山：）自分らは考えられんですわ。」と述べている[44][45]。

## 著作物・インタビュー記録

### 著書
- 篠崎, 護『シンガポール占領秘録―戦争とその人間像』原書房、1976年。
  - 英語: Shinozaki, Mamoru『Syonan - My Story - The Japanese Occupation of Singapore』Asia Pacific Press、Singapore、1975年。
  - 篠崎, 護 著、陳加昌 訳『新加坡淪陥三年半』泛亜出版社、Singapore、1973年。

### インタビュー記録
- 篠崎, 護 著「篠崎護氏インタヴュー記録」、東京大学教養学部国際関係論研究室 編『インタヴュー記録 Ｄ．日本の軍政』東京大学教養学部国際関係論研究室、1981年、169-213頁。
- 英語: Shinozaki, Mamoru 著、Yoon Lin Lim 訳『My Wartime Experiences in Singapore』Institute of Southeast Asian Studies、Singapore、1973年。

### 雑誌記事
- -（著）、日本保安用品協会（編）「西欧紀行を読んで・・・・」『セイフティダイジェスト』第29巻第3号、1983年3月、19-21頁、NDLJP:3217095。
- -（著）、現代史懇話会（編）「シンガポール・その苦闘と繁栄」『史』第47巻、1981年12月、22-29頁、NDLJP:7925924。
- -（著）、現代史懇話会（編）「大東亜戦争と華僑(2)‐ある特務機関長の脱走‐」『史』第45巻、1981年4月、50-54頁、NDLJP:7925922。
- -（著）、現代史懇話会（編）「大東亜戦争と華僑(1)‐林文慶博士‐」『史』第42巻、1980年5月、54-57頁、NDLJP:7925919。
- -（著）、現代史懇話会（編）「シンガポール物語」『史』第41巻、1979年12月、32-34頁、NDLJP:7925918。
- -（著）、現代史懇話会（編）「シンガポールの戦火（続）‐ある中国人の生と死‐」『史』第40巻、1979年8月、37-44頁、NDLJP:7925917。
- -（著）、現代史懇話会（編）「シンガポールの戦火‐ある中国人の生と死‐」『史』第39巻、1979年4月、29-37頁、NDLJP:7925916。
- -（著）、現代史懇話会（編）「友情の中の3人」『史』第38巻、1978年12月、17-24頁、NDLJP:7925915。
- -（著）、現代史懇話会（編）「西村中将の責任感‐戦犯裁判の陰に‐」『史』第36巻、1978年4月、48-53頁、NDLJP:7925913。
- -（著）、現代史懇話会（編）「回想のチャンドラ・ボース」『史』第34巻、1977年9月、16-20頁、NDLJP:7925911。
- -（著）、日本保安用品協会（編）「シドニー特攻隊後日譚‐新嘉坡に散華した英豪10勇士」『セイフティダイジェスト』第21巻第8号、1975年8月、22-27頁、NDLJP:3217004。
- -「日本占領時期死難人民記念碑」『「南十字星」10周年記念復刻版—シンガポール日本人社会の歩み』、シンガポール日本人会、1978年3月、80-82頁。（初出は『南十字星』1975年5月号）
- -「南洋進出の百年‐シンガポール邦人略史」『「南十字星」10周年記念復刻版—シンガポール日本人社会の歩み』、シンガポール日本人会、1978年3月、43-56頁。（初出は『南十字星』1974年7月号～1975年4月号）
- -「シンガポール占領と『昭南』時代‐私の戦中史‐」『「南十字星」10周年記念復刻版—シンガポール日本人社会の歩み』、シンガポール日本人会、1978年3月、57-79頁。（初出は『南十字星』1972年7・8月号～1974年3・4月号）
- -「昭南特別市 シンガポール 1940-47年‐二百名を超す戦犯処刑」『諸君！』第6巻第12号、文藝春秋、1974年12月、148-164頁、NDLJP:3368480。
- -「シンガポール 1940-47年‐昭南特別市の崩壊」『諸君！』第6巻第11号、文藝春秋、1974年11月、200-214頁、NDLJP:3368479。
- -「昭南特別市 シンガポール 1940-47年‐市民の疎開そして敗戦」『諸君！』第6巻第10号、文藝春秋、1974年10月、146-161頁、NDLJP:3368478。
- -「昭南特別市 シンガポール 1940-47年‐五千万弗強制献金事件」『諸君！』第6巻第9号、文藝春秋、1974年9月、122-136頁、NDLJP:3368477。
- -「昭南特別市 シンガポール 1940-47年‐華僑協会設立の真相」『諸君！』第6巻第8号、文藝春秋、1974年8月、196-209頁、NDLJP:3368476。
- -「現代史の秘録 昭南特別市 シンガポール 1940-47年」『諸君！』第6巻第7号、文藝春秋、1974年7月、144-159頁、NDLJP:3368475。
- -「獄窓に見るシ港陥落」『農村文化』第21巻第3号、農山漁村文化協会、1942年3月、22-23頁、NDLJP:2332873。
- -「チャンギー監獄脱出記」『改造』第24巻9・10、改造社、1942年。

### 新聞連載
- 陳, 加昌 (1972年8月28日). “新加坡淪陥三年半‐訳者的話”. 南洋商報:  p. 16 2016年7月8日閲覧。
- 篠崎, 護 (1972年8月29日). “新加坡淪陥三年半‐(1) 占領与混乱”. 南洋商報:  p. 14 2016年7月8日閲覧。
- 篠崎, 護 (1972年8月30日). “新加坡淪陥三年半‐(2) 華僑的粛清与屠殺”. 南洋商報:  p. 14 2016年7月8日閲覧。
- 篠崎, 護 (1972年8月31日). “新加坡淪陥三年半‐(3) 華僑協会的設立”. 南洋商報:  p. 28 2016年7月8日閲覧。
- 篠崎, 護 (1972年9月1日). “新加坡淪陥三年半‐(4) 華僑協会的設立（続）”. 南洋商報:  p. 16 2016年7月8日閲覧。
- 篠崎, 護 (1972年9月2日). “新加坡淪陥三年半‐(5) 昭南特別市”. 南洋商報:  p. 18 2016年7月8日閲覧。
- 篠崎, 護 (1972年9月4日). “新加坡淪陥三年半‐(6) 湯瑪斯総督夫人”. 南洋商報:  p. 14 2016年7月8日閲覧。
- 篠崎, 護 (1972年9月5日). “新加坡淪陥三年半‐(7) 漳宜監獄”. 南洋商報:  p. 14 2016年7月8日閲覧。
- 篠崎, 護 (1972年9月6日). “新加坡淪陥三年半‐(8) 漳宜監獄（続）”. 南洋商報:  p. 14 2016年7月8日閲覧。
- 篠崎, 護 (1972年9月7日). “新加坡淪陥三年半‐(9) 開戦”. 南洋商報:  p. 16 2016年7月8日閲覧。
- 篠崎, 護 (1972年9月9日). “新加坡淪陥三年半‐(10) 開戦（続）”. 南洋商報:  p. 20 2016年7月8日閲覧。
- 篠崎, 護 (1972年9月11日). “新加坡淪陥三年半‐(11) 五千萬元奉納金”. 南洋商報:  p. 14 2016年7月8日閲覧。
- 篠崎, 護 (1972年9月12日). “新加坡淪陥三年半‐(12) 五千萬元奉納金（続）、昭南的天長節‐山下奉文失言”. 南洋商報:  p. 14 2016年7月8日閲覧。
- 篠崎, 護 (1972年9月13日). “新加坡淪陥三年半‐(13) 昭南的天長節‐山下奉文失言（続）、日本商家的到来”. 南洋商報:  p. 14 2016年7月8日閲覧。
- 篠崎, 護 (1972年9月14日). “新加坡淪陥三年半‐(14) 日本商家的到来（続）”. 南洋商報:  p. 14 2016年7月8日閲覧。
- 篠崎, 護 (1972年9月15日). “新加坡淪陥三年半‐(15) 藤原機関与印度独立聯盟、東条英機到昭南来”. 南洋商報:  p. 14 2016年7月8日閲覧。
- 篠崎, 護 (1972年9月16日). “新加坡淪陥三年半‐(16) 物資欠乏和法令的満天飛”. 南洋商報:  p. 22 2016年7月8日閲覧。
- 篠崎, 護 (1972年9月18日). “新加坡淪陥三年半‐(17) 泰緬鉄路”. 南洋商報:  p. 14 2016年7月8日閲覧。
- 篠崎, 護 (1972年9月19日). “新加坡淪陥三年半‐(18) 泰緬鉄路（続）、昭南市民的大疎散 1.興楼”. 南洋商報:  p. 14 2016年7月8日閲覧。
- 篠崎, 護 (1972年9月20日). “新加坡淪陥三年半‐(19) 昭南市民的大疎散 1.興楼（続）”. 南洋商報:  p. 14 2016年7月8日閲覧。
- 篠崎, 護 (1972年9月21日). “新加坡淪陥三年半‐(20) 昭南市民的大疎散 1.興楼（続）”. 南洋商報:  p. 14 2016年7月8日閲覧。
- 篠崎, 護 (1972年9月22日). “新加坡淪陥三年半‐(21) 昭南市民的大疎散 2.馬口”. 南洋商報:  p. 14 2016年7月8日閲覧。
- 篠崎, 護 (1972年9月23日). “新加坡淪陥三年半‐(22) 昭南市民的大疎散 2.馬口（続）、戦争的結束与大混乱”. 南洋商報:  p. 18 2016年7月8日閲覧。
- 篠崎, 護 (1972年9月25日). “新加坡淪陥三年半‐(23) 戦争的結束与大混乱（続）”. 南洋商報:  p. 12 2016年7月8日閲覧。
- 篠崎, 護 (1972年9月26日). “新加坡淪陥三年半‐(24) 逮捕漢奸及其軍事審判”. 南洋商報:  p. 12 2016年7月8日閲覧。
- 篠崎, 護 (1972年9月27日). “新加坡淪陥三年半‐(25) 日人戦犯及屠殺華僑的裁判”. 南洋商報:  p. 16 2016年7月8日閲覧。
- 篠崎, 護 (1972年9月28日). “新加坡淪陥三年半‐(26) 日人戦犯及屠殺華僑的裁判（続）”. 南洋商報:  p. 12 2016年7月8日閲覧。
- 篠崎, 護 (1972年9月29日). “新加坡淪陥三年半‐(27) 日人戦犯及屠殺華僑的裁判（続）、日本人的遣返”. 南洋商報:  p. 14 2016年7月8日閲覧。
- 篠崎, 護 (1972年9月30日). “新加坡淪陥三年半‐(28) 日本人的遣返（続）”. 南洋商報:  p. 14 2016年7月8日閲覧。
- 篠崎, 護 (1972年10月2日). “新加坡淪陥三年半‐(29) 日本人的遣返（続）、軼聞”. 南洋商報:  p. 12 2016年7月8日閲覧。
- 篠崎, 護 (1972年10月3日). “新加坡淪陥三年半‐(30) 軼聞（続）”. 南洋商報:  p. 16 2016年7月8日閲覧。
- 篠崎, 護 (1972年10月4日). “新加坡淪陥三年半‐(31) 軼聞（続）”. 南洋商報:  p. 14 2016年7月8日閲覧。
- 篠崎, 護 (1972年10月5日). “新加坡淪陥三年半‐(32・完) 後記”. 南洋商報:  p. 14 2016年7月8日閲覧。

## 関連メディア
- 南十字星 (映画)‐古田博之の手記「虎工作隊ここに眠る」と篠崎 (1976)を基にして脚本が書かれた[46][47]。
- 曾野, 綾子『地を潤すもの』毎日新聞、1976年。‐篠崎の証言を題材にして執筆された[48]。